# Santoña

Położenie Santoña na mapie Kantabrii

Santoña – miasto i gmina w północnej Hiszpanii, w Kantabriii. Liczy ok. 11,6 tys. mieszkańców (2007).
W mieście znajduje się zabytkowy romański kościół Santa María del Puerto.